# Vuelta Ciclista de Chile 1991
La 16ª edición de la Vuelta Ciclista de Chile se llevó a cabo del 22 de octubre al 3 de noviembre de 1991. Fue una prueba de ciclismo en ruta en la que participaron equipos de Chile, Argentina, Brasil, Colombia, Unión Soviética, Uruguay, Italia.

## Equipos participantes
Los equipos participantes en la Vuelta a Chile de 1991 fueron:
| Cod. | Equipo      |
| ---- | ----------- |
| CUR  | Curicó      |
| EKO  | Ekono       |
| LAG  | Los Ángeles |
| COP  | Copiapó     |
| PAT  | Team Paty   |
| CHI  | Chillán     |
| LOT  | Loto        |

| Cod. | Equipo               |
| ---- | -------------------- |
| MAI  | Isla de Maipo        |
| PON  | Pony Malta           |
| URS  | Sel. Unión Soviética |
| CAL  | Caloi                |
| ARS  | Sel. Argentina       |
| URU  | Sel. Uruguay         |
| GSD  | GS Domus 87          |

## Etapas
Recorrido y resultados de las distintas etapas de la edición 1991.
| Etapa   | Fecha      | Recorrido                                                 | Km       | Ciclista            | Equipo          | Tiempo  |
| ------- | ---------- | --------------------------------------------------------- | -------- | ------------------- | --------------- | ------- |
| Prólogo | 22-10-1991 | Santiago - Santiago (Región Metropolitana)                | 6        | Wladimir Belli      | GS Domus 87     | 6:38    |
| 1.      | 23-10-1991 | Santiago (Región Metropolitana) - Valparaíso (Valparaíso) | 167      | Alfredo Massanés    |                 | 3:57:50 |
| 2.      | 24-10-1991 | Viña del Mar (Valparaíso) - San Antonio (Valparaíso)      | 156      | Giuseppe Guerini    | GS Domus 87     | 3:50:41 |
| 3.      | 25-10-1991 | San Antonio (Valparaíso) - Maitenes (Valparaíso)          | 195      | Wenceslao Lancheros | Pony Malta      | 0:00:00 |
| 4.      | 26-10-1991 | Rancagua (O'Higgins) - Colbún (Maule)                     | -        | Andrej Dolgin       | Unión Soviética | 4:20:50 |
| 5.      | 27-10-1991 | Colbún (Maule) - Chillán (Bío-Bío)                        | 130      | Andrej Dolgin       | Unión Soviética | 0:00:00 |
| 6.      | 28-10-1991 | Concepción (Bío-Bío)                                      | -        | Andrej Dolgin       | Unión Soviética | 0:00:00 |
| 7.      | 29-10-1991 | Concepción (Bío-Bío) - Linares (Maule)                    | 160      | Wanderley Magalhaes | Caloí           | 0:00:00 |
| 8. (A)  | 31-10-1991 | Colbún (Maule) - Linares (Maule)                          | 24 (CRI) | Pavel Tonkov        | Unión Soviética | 28:50   |
| 8. (B)  | 31-10-1991 | Linares (Maule) - Curica (Bío-Bío)                        | 128      | Marco Milesi        | GS Domus 87     | 0:00:00 |
| 9.      | 01-11-1991 | Santiago - Farellones (Región Metropolitana)              | 70       | Pavel Tonkov        | Unión Soviética | 4:09:51 |
| 10.     | 02-11-1991 | Polpaico - Santiago (Región Metropolitana)                | 175      | Servando Zúñiga     |                 | 3:30:24 |
| 11.     | 03-11-1991 | Santiago - Santiago (Región Metropolitana)                | 102      | Wanderley Magalhaes | Caloí           | 2:48:00 |

## Clasificación final[4]
| Posición | Ciclista       | Equipo          | Tiempo |
| -------- | -------------- | --------------- | ------ |
| 1.       | Pavel Tonkov   | Unión Soviética | -      |
| 2.       | Marco Milesi   | GS Domus 87     | -      |
| 3.       | Marcelo Agüero | -               | -      |